# Melissa Seidemann
Melissa Jon Seidemann (Hoffman Estates, 26 giugno 1990) è un'ex pallanuotista statunitense.

## Palmarès
- Giochi olimpici

Londra 2012: oro
Rio de Janeiro 2016: oro
Tokyo 2020: oro
- Mondiali

Kazan 2015: oro
Budapest 2017: oro
Gwangju 2019: oro
- Coppa del mondo

Christchurch 2010: oro
Chanty-Mansijsk 2014: oro
- World League

La Jolla 2010: oro.
Tianjin 2011: oro.
Changshu 2012: oro.
Pechino 2013: bronzo.
Kunshan 2014: oro
Shanghai 2015: oro
Shanghai 2016: oro
Shanghai 2017: oro
Kunshan 2018: oro
Budapest 2019: oro
- Giochi panamericani

Guadalajara 2011: oro
Toronto 2015: oro
Lima 2019: oro